# Bingo Rimér
Bingo Rimér (* 23. června 1975 Hällaryd, Švédsko, nar. jako Björn Oluf Rimér) je současný švédský fotograf. Věnuje se fotografii portrétní, módní i reklamní. Je přirovnáván ke švédské variantě Hugha Hefnera - zakladatele a vydavatele časopisu Playboy.

## Životopis

### Fotografie
Po absolvování studia fotografie v roce 1994 začal svou kariéru dva roky ve Studiu Magnus Reed. Působil jako interní fotograf pro švédské magazíny jako Slitz, Magazine Café nebo Playboy. Kromě svého tématu z glamourové fotografie pracoval pro firmy Levi's, Universal Music, Warner, Panos, EMI, Playboy, Zomba Records, Hachette, Leo Burnett, TBWA, BMG nebo MTV.
Některé z jeho nejpopulárnějších výstav jsou „Švédské blondýnky“ (New York 1998), „Havanna Rules“ (Stockholm 2000) a „Sexy by Sweden“ (New York 2006). Portrétoval například Carmen Electra, Steven Tyler, Peter Stormare, Lambretta, Sun and Block, Jack Ass nebo Nick Carter.
Rimérova široká popularita a známost u publika vyústila v nabídku švédské televizní společnosti vyrábět minisérie o jeho životě. „Being Bingo“ se začal vysílat o tři měsíce později na státní televizi. Věnuje se hlavně tématu glamourové fotografie a v roce 1997 spoluzaložil castingovou agenturu. Agentura zastupuje Švédsko je nejvíce populární glamour modely přezdívanými modely Bingo.